# Roger Moens
Roger Moens (ur. 26 kwietnia 1930 w Erembodegen) – belgijski lekkoatleta, specjalista biegów średniodystansowych, wicemistrz olimpijski z 1960 z Rzymu, rekordzista świata.
Początkowo startował się w biegu na 400 metrów. Wystąpił w tej konkurencji oraz w sztafecie 4 × 400 metrów na igrzyskach olimpijskich w 1952 w Helsinkach, ale oba razy odpadł w przedbiegach.
Wkrótce później zaczął się specjalizować w biegu na 800 metrów. Zajął 5. miejsce w finale tej konkurencji na mistrzostwach Europy w 1954 w Bernie, a w sztafecie 4 × 400 metrów odpadł w eliminacjach.
3 sierpnia 1955 na stadionie Bislett w Oslo Moens po zaciętej walce z zawodnikiem gospodarzy Audunem Boysenem ustanowił rekord świata w biegu na 800 metrów wynikiem 1:45,7. Poprawił tym samym rekord z 1939 należący do Rudolfa Harbiga, który wynosił 1:46,6. Drugi na mecie Boysen także uzyskał czas lepszy od poprzedniego rekordu świata – 1:45,9. Rekord Moensa przetrwał aż do 1962, kiedy to został poprawiony przez Petera Snella.
Moens nie wystąpił wskutek kontuzji na igrzyskach olimpijskich w 1956 w Melbourne, a w następstwie sporu ze swoim klubem również na mistrzostwach Europy w 1958 w Sztokholmie.
Na igrzyskach olimpijskich w 1960 w Rzymie zdobył srebrny medal w biegu na 800 metrów, przegrywając z Peterem Snellem. Sztafeta 4 × 400 metrów z jego udziałem odpadła w eliminacjach.
Po zakończeniu kariery pracował w policji, dochodząc do stanowiska komisarza generalnego.
Rekordy życiowe:
| Konkurencja         | Data i miejsce             | Wynik  |
| ------------------- | -------------------------- | ------ |
| bieg na 800 metrów  | 3 sierpnia 1955, Oslo      | 1:45,7 |
| bieg na 1000 metrów | 29 sierpnia 1959, Karlstad | 2:19,2 |
| bieg na 1500 metrów | 19 czerwca 1960, Antwerpia | 3:41,4 |
| bieg na milę        | 4 września 1957, Malmö     | 3:58,9 |